# Future garage
El Future garage es un género de la música electrónica de baile. Incorpora elementos suaves del 2-step garage, con influencias del UK garage y el dubstep. O incluso Melodic dubstep combinado con el dubstep o brostep.

## Historia y características
El future garage también recibe influencias del chillout, ambient, IDM, lounge, trip hop, downtempo, drumstep y grime creando producciones modernas, desfasadas, futuristas, relajantes y tranquilas, pero también en algunas producciones tiene sonidos más oscuros y tenebrosos. También se describe con un estilo bastante relajado con el tempo del 2-step garage. Normalmente se suele confundir con el post-dubstep, pero este se distingue por no ser un género definido en sí ya que recibe demasiadas influencias de géneros muy variados. Normalmente tiene un BPM de 110 a 140 BPM. Actualmente este género suele ser experimental y su máximo exponente es Burial
Se le llama future garage al sonido resultante de la combinación de éstos 2: El primero sonido resulta de la mezcla del dubstep, UK garage, 2-step garage y se caracteriza por su base grave y cortes de frecuencia alternativos provocando una cadencia en el sonido muy característica que solo encontramos en este estilo de música. El ambient, chillout, trip hop o downtempo por el contrario, se caracteriza por su relajante melodía de corte lento y acompañado por sonidos de la naturaleza, instrumentos musicales étnicos y en muchas ocasiones la voz de un cantante, normalmente de género femenino.
Como resultado nace una composición relajada con un toque electrónico moderno, de base grave y temática desestresante.